# Massakren i Nice 2016
Massakren i Nice fandt sted torsdag den 14. juli 2016, hvor en gerningsmand kørte en 19 tons tung lastbil ind i en stor menneskemængde på Promenade des Anglais i Nice i Frankrig i færd med at fejre Bastilledagen. Gerningsmanden dræbte 86 mennesker, heraf 10 børn, og sårede 434 personer. Fem personer blev arresteret mistænkt for at have medvirket til angrebet.

## Massakren

### Planlægningen
Den franske offentlige anklager, Francois Molins, udtalte den 21. juli: »Det ser ud til, at gerningsmanden havde forberedt sit kriminelle forehavende i flere måneder, før han skred til handling.« Denne formodning baserede politiet blandt andet på billeder på gerningsmandens mobiltelefon og computer. Der var billeder af folk, som betragtede fyrværkeriet på bastilledagen i 2015. Endvidere havde gerningsmanden ringet 1.278 gange til den 37-årige tuneser Choukri C., og 150 gange havde han haft kontakt til en 40-årig fransk-tuneser, Mohamed Walid G., som havde filmet strandpromenaden i Nice efter attentatet.
Gerningsmanden havde dagene inden massakren observeret området omkring promenaden.

### Massakren
Omkring kl. 22.45 kørte Mohamed Lahouaiej Bouhlel en 19 tons tung lastbil uden lys ind i en menneskemængde på Promenade des Anglais i Nice, der fejrede Bastilledagen og var samlet for at overvære et fyrværkeri-show.
Bouhlel kørte kl. 22.40 lastbilen gennem bilbarriererne til Promenade des Anglais. En motorcyklist prøvede at stoppe lastbilen og forsøgte at åbne førerdøren, men faldt ind under lastbilen. Lastbilen kørte mod folk på promenaden, mens den gassede op. Politiet begyndte at skyde mod lastbilen. Føreren af lastbilen skød tilbage mod politiet og folk på promenaden. Lastbilen sig-sakkede for at ramme så mange som muligt. Lastbilen blev stoppet efter to kilometer ved at politiet skød og dræbte føreren. Vidner havde hørt gerningsmanden råbte "Allahu Akbar".
Han dræbte derved 85 og sårede 434 personer.
Den franske avis Nice-Matin beskrev gerningsmanden som en 31-årig muslimsk mand af tunesisk oprindelse med tunesisk statsborgerskab.
Som følge af massakren forlængede præsident François Hollande Frankrigs undtagelsestilstand siden terrorangrebene i Paris året før med tre måneder. Hollande havde ellers dagen inden massakren sagt, at undtagelsestilstanden ville ophøre 26. juli 2016.

## Ofrene
Ofrene kom fra i 20 lande: Frankrig: Algeriet, Armenien, Belgien, Brasilien, Estland, Georgien, Italien, Kasakhstan, Madagaskar, Marokko, Polen, Rumænien, Rusland, Schweiz, Tunesien, Tyskland, Tyrkiet, Ukraine og USA. Ti af de dræbte var børn og teenagere. Mindst 30 af de dræbte var personer, hvis religion var islam.

## Gerningsmand
Mohamed Lahouaiej-Bouhlel (en) (arabisk: محمد لحويج بوهلال Muḥammad Laḥwīj Būhlāl; født 3. januar 1985, død 14. juli 2016) var en tunesisk mand, som stod bag massakren. Ifølge fransk politi boede han i Nice og havde opholdstilladelse i Frankrig. Bouhlel var født i den tunesiske by M'saken tæt på Sousse. Han var gift og far til tre børn.
Bouhlel besøgte ofte sit hjemland. Han besøgte sit hjemland otte måneder før massakren.
Bouhlel var kendt af politiet for mindre alvorlig kriminalitet som tyveri og indbrud.
Bouhlel sendte få dage før massakren ca. 800.000 danske kroner til slægtninge i Tunesien.

## Baggrund og motiv
Berlingske (b.dk) skrev 16. juli 2016: "Det er endnu uklart, hvad Mohamed Lahouaiej-Bouhlels motiv var, og om han har efterladt sig en forklaring."

### Franske myndigheder
Den franske præsident François Hollande har beskrevet massakren som terror. Ifølge den franske premierminister, Manuel Valls, er angrebet en terrorhandling, og den franske anklagemyndighed efterforsker sagen som terror.
Ifølge Frankrigs indenrigsminister, Bernard Cazeneuve, lader det til, at gerningsmanden hurtigt blev radikaliseret.
Efter at have undersøgt gerningsmandens telefon kunne fransk politi oplyse at han måske havde haft kontakt til flere kendte radikale muslimer i Nice.
På trods af flere interneringer og gennemsøgning af Mohamed Lahouaiej Bouhlels hjem og videre undersøgelse Bouhlels mobiltelefon og computer, kunne de franske myndigheder endnu den 18. juli 2016 ikke finde forbindelse med "terrornetværk" som IS.
Anklageren Francois Molins har en tese om, at Mohamed Bouhlel havde interesse for radikal ekstremisme. Molin udtalte ved en pressekonference den 18. juli 2016, at der var kommet nye oplysninger frem, der tydede på, at gerningsmanden var blevet radikaliseret indenfor de sidste uger før angrebet, og at der var tale om et terrorangreb. På gerningsmandens computer havde man fundet søgninger efter terrorangreb, der var udført af IS. De seneste dage før sin død, søgte han nærmest daglig efter information om Koranen og om religiøse sange, som IS brugte i deres propaganda på internettet.

### Islamisk Stat
I en erklæring via Amaq, ifølge nyhedsbureauet Reuters, har Islamisk Stat påtaget sig ansvaret for folkemordet og kaldt gerningsmanden "en af Islamisk Stats soldater".
Der er rejst tvivl om, hvorvidt gerningsmanden var troende muslim. Senere undersøgelsen har godtgjort, at han havde fået stigende interesse for radikal islamisme, og at han derfor havde anlagt skæg. Det blev tillige konstateret, at han havde studeret andre ekstremistiske angreb på internettet, blandt andet om terrorangrebet i Orlando i USA og i Magnanville, en forstad til Paris. På hans computer fandt politiet billeder af voldsepisoder af "radikal islamistisk" karakter. Til sin omgangskreds havde han tilkendegivet, at han ikke kunne forstå, hvorfor Islamisk Stat i Syrien og Irak ikke fik et territorium.
- "Hvis der ikke på dette stadium i efterforskning er fund, der peger på en forbindelse til Islamisk Stat eller individer fra gruppen, så viste han helt sikkert interesse for radikale jihadistiske bevægelser", siger anklageren Francois Molins.
Nice er et af de steder, der har leveret soldater til Islamisk Stat. Mindst 80 er rekrutteret fra Nice og omegn. Radikal islam har flere støtter på den franske riviera end de fleste andre steder i Frankrig.
Ifølge forfatteren Deniz Serinci, der har skrevet bogen "Terrorens Kalifat - et indblik i Islamisk Stat" kan terrorangrebet være inspireret af en udtalelse af Abu Adnanis fra Islamisk Stat fra september 2014: "Hvis du kan dræbe en vantro europæer, især en ondsindet og beskidt franskmand, så hav tiltro til Allah. Kør ham over med din bil." Også al-Qaeda har opfordret til at begå mord med lastbiler.

### Gerningsmandens familie
Gerningsmandens far beskrev overfor nyhedsbureauet AFP sin søn med vendinger som "depression, råbte meget, vred, ødelagde alt".
Hans far citeres endvidere for: "Han bad aldrig. Han gik aldrig i moské. Han havde ingen forbindelse til religion."

Gerningsmandens søster har oplyst, at hendes bror havde psykiske problemer og havde været i behandling hos psykolog i flere år.

### Naboer
Naboer har overfor The Daily Telegraph beskrevet Bouhlel som deprimeret, aggressiv og ustabil.

## Efterspil
Frankrigs præsident François Hollande kaldte angrebet for en terrorhandling få timer efter hændelsen og forlængede undtagelsestilstanden, som havde varet siden terrorangrebene i Paris november 2015.
I forbindelse med angrebet blev der annonceret tre dages landesorg i Frankrig den 16. juli 2016.

## Mistænkte personer
En 37-årig albansk statsborger er anholdt og mistænkt for at levere våben til Bouhlel. Bouhlel skrev minutter før lastbilangrebet en besked til den albanske mand, hvori han bad om flere våben.
Efter undersøgelser var massakren forberedt i måneder, og gerningsmanden havde i den forbindelse fået hjælp til at planlægge og udføre angrebet. Fire mænd og en kvinde blev anholdt og skulle stilles for en dommer som mistænkte. De fem arresterede var i alderen fra 22 til 42. To af dem, Ramzi A og Mohamed Oualid G, var fransk-tunesere, den ene født i Nice. Chokri C, var tuneser. To andre arresterede var en albansk mand, Artan, og hans kone, Enkeldja, som var fransk og albansk. Tunesere og fransk-tuneserne har været i retten og er blevet anklaget for mord begået af en gruppe med terrorforbindelse. Det albanske par er blevet anklaget for at bryde våbenloven i forbindelse med en terroristgruppe.
Ifølge anklageren Francois Molins mistænkes de alle for at være involveret i forberedelsen af angrebet. Den albanske mand mistænkes for at have skaffet gerningsmanden et automatvåben. En anden havde sms-kontakt med gerningsmanden lige inden angrebet.
En af de anholdte, en tunesisk mand, havde filmet på gerningsstedet dagen efter massakren. En af de anholdte, en tuneser, havde tidligere i 2016 sendt Bouhlel en besked på Facebook:
"Fyld 2.000 ton jern på lastbilen. Slip bremsen, min ven, og jeg vil komme og se på".
En af de anholdte og gerningsmanden havde ifølge statsadvokaten kontaktet hinanden i alt 1.278 gange i løbet af et år op til angrebet. En af de arresterede havde sendt en besked på Bouhlels mobiltelefon efter terrorangrebet på den satiriske avis Charlie Hebdo i januar 2015, hvor han skrev: "Jeg er ikke Charlie. Jeg er glad for, at de sendte Allahs soldater for at gøre arbejdet færdigt".
Den 25. juli 2016 arresterede fransk politi yderligere to mænd til afhøring i kvarteret i nærheden af togstationen i Nice. Det blev rapporteret, at politiet havde fundet billeder af begge mænd på Lahouaiej Bouhlels mobiltelefon, den ene var synlig på en selfie, der blev taget ved siden af lastbilen.